# مسرح عمليات جنوب شرق آسيا في الحرب العالمية الثانية
مسرح عمليات جنوب شرق آسيا في الحرب العالمية الثانية هو اسم يطلق على حملات حرب المحيط الهادي في بورما، سيلان، الهند، تايلاند، الهند الصينية، المالايا، وسنغافورة. كان الغرض من غزو هذه البلدان تأمين الموارد الطبيعية مثل المطاط والنفط من المستعمرات الأوروبية بالمنطقة. بدأ النزاع في مسرح العمليات عندما غزت إمبراطورية اليابان الهند الصينية الفرنسية في سبتمبر 1940، واتخذت الحرب منحا جديدا مع الغارة على بيرل هاربر، والهجمات المتزامنة على هونغ كونغ، الفلبين، تايلاند، سنغافورة والمالايا في 7/8 ديسمبر 1941. انتهى القتال في مسرح العمليات رسمياً في 9 سبتمبر 1945